# Gilbertov sindrom
Gilbertov sindrom (tudi Morbus Gilbert ali Mb. Gilbert ali (indirektna) hiperbilirubinemija tipa Gilbert ali icterus intermittens juvenilis) je motnja v delovanju jeter, ki jo povroča mutacija v uridin difosfat glikosiltransferaznem genu UGT1. Gre za dedno stanje, ki povzroča povišano vrednost nekonjugiranega bilirubina v krvi. Vrednost bilirubina venomer niha. Navadno se poviša ob raznih boleznih in okužbah (zadosti je že navaden prehlad), fizičnih aktivnostih itd. Občasno se lahko pojavijo rumenkasto obarvana koža in očesne veznice. Drugi možni simptomi so še utrujenost, slabotnost in abdominalne bolečine. Ni redka bolezen, saj prizadene približno 5-10 % prebivalstva, pri čemer večina navaja težave ali celo tudi smrt. Običajno so povišane vrednosti nekonjugiranega bilirubina v krvi odkrite naključno.

## Učinki na kardiovaskularni sistem
Številne študije ugotavljo bistveno znižano nevarnost za koronarno arterijsko bolezen pri posameznikih z Gilbertovim sindromom. Več analiz namreč ugotavlja, da imajo ljudje z zmerno povišanimi vrednostmi bilirubina (od 1.1 mg/dl do 2.7 mg/dl) statistično značilno manjšo nevarnost za koronarno arterijsko bolezen in manjšo verjetnost, da bodo zboleli za bolezni srca. Raziskovalci so napravili tudi meta-analizo podatkov dostopnih do leta 2002 in ugotovili tesno obratnosorazmerno povezanost serumskega bilirubina in ateroskleroze (poapnelost žil). Blagodejni učinek pripisujejo bilirubinu IXα pri katerem je bila prepoznana močna antioksidantna aktivnost. Povezava med povečanim serumskim bilirubinom in manjšo poapnelostjo žil je bila ugotovljena tudi na podlagi podatkov 70 let trajajoče Framinghamske študije.  Zmerno povečan nivo bilirubina pri ljudeh z Gilbertovim sindromom in posledično (TA)7/(TA)7 genotipom je povezan z 66% znižano verjetnostjo za tako koronarno bolezen srca kot tudi ostale kardiovaskularne bolezni v primerjavi z normalno populacijo, ki ima (TA)6/(TA)6 genotip.

## Poimenovanje
Bolezen je leta 1901 opisal Nicolas Augustin Gilbert.